# 막대기
막대기는 가늘고 기다라며 단단한 물건을 뜻하며, 만드는 재료나 만드는 방식, 사용 방식에 따라 그 종류와 수는 매우 다양하다.

## 막대기의 종류
- 회초리
- 곤봉
- 지휘봉
- 봉
- 지팡이
- 발언 막대기